# Luckow
Luckow è un comune del Meclemburgo-Pomerania Anteriore, in Germania.

Appartiene al circondario della Pomerania Anteriore-Greifswald ed è parte della comunità amministrativa (Amt) di Am Stettiner Haff.

## Geografia fisica
Luckow è l'ultimo comune costiero della Germania. Ad est c'è infatti il confine con la Polonia.
Il comune si affaccia sul Neuwarper See, una profonda insenatura della Laguna di Stettino sulla quale vi è anche un'isola di 0,83 km² di superficie, la Riether Werder, proprio di fronte alla località di Rieth.

## Geografia antropica

### Suddivisioni amministrative
Al comune appartengono le località di Christiansberg, Fraudenhorst, Rieth e Riether Stiege sull'isola di Riether Werder.